# Peter Bilik
Peter Bilik (* Mitte des 20. Jahrhunderts) ist ein ehemaliger österreichischer Basketballspieler.

## Laufbahn
Bilik gehörte zur Mannschaft des UBSC Wien, die in den 1970er und frühen 1980er Jahren das Basketball-Geschehen in Österreich bestimmte, Staatsmeistertitel in Serie gewann und auch im Europapokal vertreten war. Mit der österreichischen Nationalmannschaft stieg Bilik 1977 von der C- bis in die A-Gruppe auf, im September 1977 nahm er mit der ÖBV-Auswahl an der Europameisterschaft in Belgien teil und erzielte dort in fünf Turniereinsätzen im Durchschnitt 17,2 Punkte pro Begegnung. Damit war Bilik nach Erich Tecka der zweitbeste Österreicher in dieser statistischen Kategorie. Im Mai 1980 gehörte er zu Österreichs Auswahl, die das Ausscheidungsturnier für die Olympischen Sommerspiele bestritt. Er erzielte in vier Spielen dabei 9,5 Punkte im Schnitt.